# Kulasjön
Kulasjön är en sjö i Arboga kommun i Närke och ingår i Norrströms huvudavrinningsområde.